# Nealcidion interrogationis
Nealcidion interrogationis är en skalbaggsart som först beskrevs av Bates 1863.  Nealcidion interrogationis ingår i släktet Nealcidion och familjen långhorningar. Inga underarter finns listade i Catalogue of Life.